# Sigma AB
Sigma AB — це група компаній, що займаються консультаційними операціями в галузі ІТ, інформаційної логістики, інженерних послуг, технічних досліджень та розробок, промисловості та соціальної структури. Sigma Group складається з 57 компаній з офісами в 13 країнах.
Компанію створено 1986 року Даном Олофссоном, що з того часу є головою правління. Група має понад 3600 співробітників.
Групу компаній внесено до списку малих компаній Стокгольмської біржі та NASDAQ OMX. 8 травня 2013 року Sigma просила відключити компанію з NASDAQ OMX після того, як Danir AB придбав 95% акцій компанії. Danir просив примусово викупити решту акцій. З того часу група є дочірньою компанією, що належить Danir AB, яка належить родині Олофссон.
Sigma AB пропонує послуги через компанії Sigma IT, Sigma Technology, Sigma Connectivity, Sigma Industry, Sigma Civil та Sigma Software, в рамках яких Sigma AB забезпечує групове управління та керує загальним брендом Sigma.

## Історія
2001 року Sigma мала 3300 працівників, засновано три компанії: Teleca (у 2008 році придбає Symphony Group), Epsilon (у 2012 році придбає ÅF Group) та нова Sigma.
У 2014 році Sigma утворює шість напрямків бізнесу: Sigma IT Consulting, Sigma Technology, Sigma Connectivity, Sigma Industry, Sigma Civil та Sigma Software. Нові компанії засновані в межах Sigma Industry та Sigma Civil.
2019 року штат Sigma сягнув 5000 співробітників.

### Структура
Група Sigma Group складається з материнської компанії Sigma AB та ряду дочірніх підприємств:
- Sigma IT
- Sigma Technology
- Sigma Connectivity
- Sigma Industry
- Sigma Civil
- Sigma Software